# 배따라기 (소설)
〈배따라기〉는 1921년 6월 《창조》 제9호에 발표한 김동인의 단편 소설이다. 김동인의 우수한 초기 단편의 하나이며, 소설 중 형식상 완성도가 가장 높다. 향토적이고 낭만적인 정서가 담긴 수작으로, 작가 자신이 "여(余)에게 있어서 최초의 단편 소설인 동시에 조선에 있어서 조선글, 조선말로 된 최초의 단편 소설일 것이다"라고 말할 정도로, 단편 소설의 기본 형태를 갖춘 한국 최초의 작품이다. 근대 한국 문학 사상 첫 액자소설로, 이런 액자 구성은 이후 〈광염 소나타〉나 〈광화사〉에서도 지속적으로 활용된다.
내용은 주인공 '나'가 만난, 자살한 아내에 대한 뉘우침으로 뱃사람이 되고, 자기 때문에 행방을 감춘 아우를 찾아 유랑하는 어느 표백자의 이야기이다. '나'가 배따라기를 부르는 소리의 주인공을 찾아가 이야기를 듣는 겉이야기와, 영유 마을의 형제 이야기를 중심으로 한 속이야기가 이중적으로 펼쳐지고 있다.

## 줄거리
'나'는 대동강에서 한 남자를 만나 그의 이야기를 듣는다. 그는 영유에서 아내와 아우, 아우의 아내와 살고 있었다. 형제는 고을 가까운 어촌 마을에서 가장 잘 살고 배따라기도 가장 잘 부르는 형제였다. '그'의 아내는 누구에게나 친절하게 대하고 그의 아우에게도 친절하게 대한다. 이를 질투하던 '그'는 둘을 때리기도 했다. 어느 날, 아내에게 줄 거울을 사고 집에 온 '그'는 아내와 아우가 흐트러진 옷을 입고 머리가 헝클어진 체로 서 있던 것을 본다. 쥐를 잡느라 그랬다는 말을 하지만, 형은 듣지 않았고 둘을 내쫓는다. 하지만 그것이 오해였음을 금방 깨닫게 된다.
그는 뉘우치며 아내가 돌아오길 기다렸지만 아내는 이튿날 바닷가에서 시체로 발견된다. 장례를 치른 후에는 아우마저 사라진다. '그'는 그 이후로 아우를 찾아 배따라기를 부르며 아우를 찾아다닌다. 한 번 동생과 다시 만난 적이 있었지만 동생은 "형님 거저 다 운명이외다."란 말을 남기고 다시 떠난다.
그의 이야기를 들은 '나'는 그날 밤 잠을 이루지 못한다. 1년 후, '나'는 '그'를 만난 모란봉과 기자묘를 찾아 '그'를 회상하지만 그를 다시는 볼 수 없었다.

## 원작으로 한 작품
- 《배따라기》, 단막극 드라마, TBC 극장, 1967년 3월 4일 방영
- 《배따라기》, 영화, 이영우 감독, 1973년 개봉
- 《배따라기》, 단막극 드라마, 문예극장, 1979년 4월 13일 방영
- 《배따라기》, 단막극 드라마, TV 문학관, 1981년 2월 28일 방영